# جورج إي. جورمان
جورج إي. جورمان (بالإنجليزية: George E. Gorman)‏ هو قاضي ومحامي وسياسي أمريكي، ولد في 13 أبريل 1873 في شيكاغو في الولايات المتحدة، وتوفي بنفس المكان في 13 يناير 1935. حزبياً، نشط في الحزب الديمقراطي. وقد انتخب عضو مجلس النواب الأمريكي.